# Giovanni Spinola
Giovanni Spinola (Gravedona ed Uniti, 31 luglio 1935 – Gravedona ed Uniti, 19 ottobre 2020) è stato un canottiere italiano, medaglia d'argento nel quattro con ai Giochi olimpici di Tokyo 1964 con il ruolo di timoniere.

## Biografia
L'equipaggio del quattro con, con cui vinse la medaglia d'argento olimpica a Tokyo 1964, era composto anche da Renato Bosatta, Franco De Pedrina, Emilio Trivini e Giuseppe Galante. Lo stesso equipaggio vinse anche il bronzo agli europei dello stesso anno.

## Palmarès
| Anno | Manifestazione     | Sede      | Evento | Risultato | Note  |
| ---- | ------------------ | --------- | ------ | --------- | ----- |
| 1964 | Giochi olimpici    | Tokyo     | 4 con  | Argento   |       |
| 1964 | Campionati europei | Amsterdam | 4 con  | Bronzo    | [ 1 ] |